# CJ Stone
CJ Stone (eigentlich Andreas Litterscheid) ist ein deutscher DJ und Musikproduzent im Bereich Hands up und Dance.

## Leben und Karriere
Andreas Litterscheid hatte seine ersten musikalischen Erfolge als Mitglied des Dance-Projekts Bass Bumpers, welchem er 1994 beitrat. Im folgenden Jahr hatte das Projekt einen Charterfolg mit der Single Keep On Pushing (Platz 94 der deutschen Singlecharts). Unterstützt vom Gründungsmitglied Caba Kroll veröffentlichte Litterscheid 1998 mit Pleasure E.P. schließlich seine erste Produktion unter dem Pseudonym C.J Stone. 
Im Jahr 2000 veröffentlichte CJ Stone seine erste Solo-Single Infinity und verwendete dabei die Melodie von Sacral Nirvana von Oliver Shanti & Friends. Der Song wurde sehr positiv aufgenommen und erschien auf einigen Kompilationen. Die Nachfolgesingle Shining Star war wiederum sehr erfolgreich und erreichte Platz 63 der deutschen Singlecharts. Weitere bekannte Songs von CJ Stone sind Into the Sea und The Sun (Goes Down).
CJ Stone produzierte auch zahlreiche Remixe, unter anderem für DJ Sammy, Sylver, Tiësto, Underworld und Scooter. Der CJ-Stone-Remix von Rhythm Is a Dancer des Eurodance-Projekts SNAP! schaffte es im Jahre 2003 auf Platz 7 in den deutschen Charts, sowie auf Platz 17 in den britischen Single-Charts.
Im Jahr 2013 unterzeichnete CJ Stone einen Plattenvertrag mit dem Dance-Label Kontor Records. Bereits kurze Zeit später erschien die Single Stay 4 Ever Young in Zusammenarbeit mit Jonny Rose, sowie ein Remix zum Song One Night in Bangkok von den Vinylshakerz.

## Diskografie

### Singles
- 2000: Infinity
- 2001: Shining Star
- 2001: Into the Sea
- 2002: The Sun (Goes Down)
- 2003: Don’t Look Back
- 2004: Shine
- 2005: Call My Name (mit Rename)
- 2005: Rush (mit Tamara Rhodes)
- 2006: City Lights
- 2006: Storm
- 2007: Be Loved
- 2007: Better Off Alone 2007 (mit DJ Tatana)
- 2008: Fallen Star
- 2009: Shining Star 2009
- 2010: Sky (mit Marc van Linden und Nicole Tyler)
- 2010: Connected (mit Jean Elan)
- 2010: In the Redlight (mit Chriss Ortega und Lyck)
- 2011: Mindful Thinking (mit. Lyck)
- 2011: On & On (mit Justin Vito und Emine Bahar)
- 2011: 7 Ways to Love (mit Jean Elan)
- 2011: Summerbreeze (mit Marc van Linden)
- 2012: Freak Out (mit Jean Elan)
- 2012: Believe Me (mit. Anna Turska und MC Sherlock)
- 2012: Into the Light (mit Marc van Linden und Lyck)
- 2013: Stay 4 Ever Young (mit Jonny Rose)
- 2016: Wait Up For Me (mit Jonny Rose)
- 2016: Everytime (mit Microsonica)

### Remixe (Auswahl)
- 1995: Scatman John – Scatman’s World
- 1995: Los Del Rio – Macarena
- 1995: DJ Sammy feat. Carisma – Life Is Just a Game
- 1998: Brooklyn Bounce – Contact
- 1998: DJ Quicksilver – Planet Love
- 2000: Sylver – Turn the Tide
- 2000: Those 2 – Get Wicked
- 2001: DJ Quicksilver – Ameno
- 2001: Mario Lopez – Blind
- 2001: Marc Et Claude – Tremble
- 2002: VooDoo & Serano – When I Rock
- 2002: Ian Van Dahl – Will I?
- 2002: DJ Tatana – Words
- 2002: DJs@Work – Time 2 Wonder
- 2002: DJ Shog – This Is My Sound
- 2002: Tiësto – Lethal Industry
- 2003: Jessy – Look at Me Now
- 2003: DJ Shog – Another World
- 2003: Culture Beat – Mr. Vain Recall
- 2003: Sylver – Confused
- 2003: SNAP! – Rhythm Is a Dancer
- 2003: Underworld – Born Slippy
- 2004: Scooter – Shake That!
- 2004: Culture Beat – Can’t Go On Like This (No, No)
- 2006: DJ Shog – This Is My Sound
- 2010: Marc van Linden feat. Steve Murano – I Like It
- 2011: Frida Gold – Unsere Liebe ist aus Gold
- 2012: R.J. feat. Pitbull – U Know It Ain’t Love
- 2012: Oceana – Endless Summer
- 2012: Tatana feat. Natalia Kills – You Can’t Get out of My Head
- 2012: Avicii – TIM
- 2012: Dimaro & Rosette feat. Carlprit – Ready for Tonight
- 2013: DJ Shog – Another World (10 Years)
- 2013: Paul Dave feat. Jonny Rose & Chris Reeder - Party Like An Animal
- 2013: Timati feat. Snoop Dogg – Groove On (mit Re-Fuge)
- 2013: R.I.O. – Like I Love You
- 2013: DF & S feat. Ceresia & Ron Carroll – Bang Bang
- 2013: Vinylshakerz – One Night in Bangkok 2013